# BRM P126
Chronologie des modèles
BRM P115 BRM P133
La BRM P126 est une Formule 1 qui courut lors des saisons 1968 et 1969. Elle était propulsé par un moteur V12 de 3,0 litres. La conception fut confiée à l'ancien ingénieur de Lotus et Eagle, Len Terry. Les trois exemplaires furent construits par sa société Transatlantic Automotive Consultants en raison de la charge du travail chez BRM.

## Owen Racing Organisation
Owen Racing Organisation avait l'intention d'engager une P126 pour Jackie Stewart au Grand Prix du Mexique 1967 mais les problèmes rencontrés lors des essais préliminaires effectués à Goodwood retardèrent les débuts en course du nouveau modèle. C'est aux mains de Pedro Rodríguez que la P126 effectua sa première sortie officielle, à l'occasion du Grand Prix d'Afrique du Sud. Il se qualifia en 10e position mais abandonna à cause d'une panne du système de carburant. L'équipe engagea Richard Attwood pour six courses. La première course à laquelle Attwood participa sur Monaco, ou il se qualifia sixième et termina deuxième,. Au Grand Prix de Belgique, Attwood se qualifia à la 18e position et abandonna à cause de la rupture d'une durite d'huile. Aux Pays -Bas, il se qualifiant 15e il termina septième. Au Grand Prix de France l'Anglais se qualifia en 12e position terminant 7e. En Grande -Bretagne, Attwood se qualifia en 15e position mais abandonna à cause du bris du radiateur. Enfin au Grand Prix d'Allemagne, il se qualifia à la 20e position, terminant 14e. 
Atwood fut remplacé par Bobby Unser pour le Grand Prix d'Italie qui réalisa un temps rapide lors de la première séance de qualification. Unser avait l'intention de retourner aux États-Unis le lendemain pour participer au Hoosier Hundred, sur l'Indiana State Fair, puis retourner à Milan puis participer au Grand Prix. Les organisateurs de l'épreuve annoncèrent que si Unser courait aux États-Unis, il lui serait interdit de participer au Grand Prix en vertu d'un point du règlement interdisant aux pilotes de terminer une autre épreuve dans les 24 heures suivant le début du Grand Prix. Unser rentra donc aux États-Unis et ne revint pas.
Par la suite Owen Racing Organisation concentra ses efforts sur la BRM P133.

## Reg Parnell Racing
Reg Parnell Racing engagea Piers Courage dans le Grand Prix d'Espagne. Il se qualifia 11e et a abandonna sur panne de pompe à essence. À Monaco, Courage se qualifia 11e mais abandonna sur un problème de châssis. Pour le Grand Prix de Belgique l'Anglais se qualifia 7e et abandonna à cause d'une panne de moteur. Aux Pays -Bas, Courage se qualifia en 14e position abandonnant sur une sortie de piste. Au Grand Prix de France, l'Anglais se qualifia une nouvelle fois à la 14e place, terminant 6e. En Grande -Bretagne, Courage se qualifia 16e et termina 8e. À Grand Prix d'Allemagne l'Anglais se qualifia 8e, terminant à la même position. En Italie, Courage s'est qualifié 17e et a terminé 4e. Le Grand Prix du Canada vu l'Anglais se qualifia 14e et abandonna sur bris de boîte de vitesses. Aux États-Unis, Courage s'est qualifié 14e abandonnant à cause d'une panne d'essence. Au Grand Prix du Mexique l'Anglais se qualifia 19e, abandonnant à cause d'une panne de moteur.
Courage partit en fin d'année au volant d'une Brabham engagée par Frank Williams. L'équipe Reg Parnell Racing engagea Pedro Rodríguez pour 1969 qui ne participa qu'à trois courses. Lors du Grand Prix d'Afrique du Sud, le Mexicain se qualifia en 15e position et abandonna à cause d'une fuite d'eau. Au Grand Prix d'Espagne comme à Monaco Rodríguez se qualifia à la 14e place et abandonna lorsque son moteur arrêta,.

## Résultats du championnat du monde de Formule 1
(les résultats en gras indiquent la pole position, les résultats en italique indiquent le tour le plus rapide)
| Année | Participant              | Moteur  | Pneus | Conducteurs     | 1      | 2      | 3      | 4      | 5      | 6   | 7      | 8   | 9      | dix        | 11         | 12     | Points | COE   |
| ----- | ------------------------ | ------- | ----- | --------------- | ------ | ------ | ------ | ------ | ------ | --- | ------ | --- | ------ | ---------- | ---------- | ------ | ------ | ----- |
| 1968  | Owen Racing Organisation | BRM V12 | G     |                 | ADS    | ESP    | MON    | BEL    | NED    | FRA | GB     | ALL | ITA    | CANADA     | États-Unis | MEX    | 28e +  | 5e +  |
| 1968  | Owen Racing Organisation | BRM V12 | G     | Pedro Rodriguez | Aband. |        |        |        |        |     |        |     |        |            |            |        | 28e +  | 5e +  |
| 1968  | Owen Racing Organisation | BRM V12 | G     | Mike Spence     |        | ADN    |        |        |        |     |        |     |        |            |            |        | 28e +  | 5e +  |
| 1968  | Owen Racing Organisation | BRM V12 | G     | Richard Attwood |        |        | 2      | Aband. | 7      | 7   | Aband. | 14  |        |            |            |        | 28e +  | 5e +  |
| 1968  | Owen Racing Organisation | BRM V12 | G     | Bobby Unser     |        |        |        |        |        |     |        |     | DNS    |            |            |        | 28e +  | 5e +  |
| 1968  | Reg Parnell Racing       | BRM V12 | G     | Piers Courage   |        | Aband. | Aband. | Aband. | Aband. | 6   | 8      | 8   | 4      | Aband.     | Aband.     | Aband. | 28e +  | 5e +  |
| 1969  | Reg Parnell Racing       | BRM V12 | G     |                 | RSA    | ESP    | LUN    | NED    | FRA    | GB  | ALL    | ITA | POUVEZ | États-Unis | MEX        |        | 7 ++   | 5e ++ |
| 1969  | Reg Parnell Racing       | BRM V12 | G     | Pedro Rodriguez | Aband. | Aband. | Aband. |        |        |     |        |     |        |            |            |        | 7 ++   | 5e ++ |

++ Points marqués par les châssis P138 et P139
+ Points marqués par le châssis P133

## Résultats hors championnat de Formule 1
(les résultats en gras indiquent la pole position, les résultats en italique indiquent le tour le plus rapide)
| Année | Participant              | Moteur  | Pneus | Conducteurs     | 1      | 2      | 3      | 4   | 5   | 6   | 7   | 8    |
| ----- | ------------------------ | ------- | ----- | --------------- | ------ | ------ | ------ | --- | --- | --- | --- | ---- |
| 1968  | Owen Racing Organisation | BRM V12 | G     |                 | ROC    | INT    | IGC    |     |     |     |     |      |
| 1968  | Owen Racing Organisation | BRM V12 | G     | Mike Spence     | Aband. | Aband. |        |     |     |     |     |      |
| 1968  | Reg Parnell Racing       | BRM V12 | G     | Piers Courage   |        | 5      | Aband. |     |     |     |     |      |
| 1968  | Reg Parnell Racing       | BRM V12 | G     | Pedro Rodriguez |        |        | 4      |     |     |     |     |      |
| 1969  | Reg Parnell Racing       | BRM V12 | G     |                 | ROC    | INT    | MGP    | OGC |     |     |     |      |
| 1969  | Reg Parnell Racing       | BRM V12 | G     | Pedro Rodriguez | Aband. | 8      |        |     |     |     |     |      |
| 1971  | Robert Lamplough         | BRM V12 | F     |                 | ARG    | ROC    | QUE    | SPR | INT | RIN | OGC | WCVR |
| 1971  | Robert Lamplough         | BRM V12 | F     | Bernd Terbeck   |        |        |        |     |     | DNS |     |      |